# Деева, Дарья Сергеевна
Дарья Сергеевна Деева (род. 2 сентября 1990, Нижний Тагил, Свердловская область) — российская пловчиха (брасс), призёр чемпионатов России и Европы, участница летних Олимпийских игр 2012 года в Лондоне, мастер спорта России международного класса.

## Биография
Выпускница Нижнетагильского филиала Уральского федерального университета. Член сборной команды России 2009—2015 годов. Рекордсменка России в эстафете 4×50 метров комплексным плаванием (Чемпионат Европы по плаванию на короткой воде 2009 года, Стамбул).

## Спортивные результаты
- Кубок России по плаванию 2011 года —  (Брасс 100 м);
- Чемпионат России по плаванию 2011 года — ;
- Чемпионат России по плаванию 2012 года —  (Брасс 50 м);
- Чемпионат России по плаванию 2012 года —  (Брасс 100 м);

На летних Олимпийских играх 2012 года в Лондоне выбыла из борьбы на стадии предварительных заплывов.